# Маленький друг
«Маленький друг» (англ. The Little Friend) — другий роман американської письменниці Донни Тартт. Роман опублікувало видавництво Alfred A. Knopf 22 жовтня, 2002 року, через десять років після її першого роману «Таємна історія».
«Маленький друг» — це таємнича пригода, в центрі якої — молода дівчина, Гаррієт Клів Дюфренс, яка живе в Міссісіпі на початку 1970-х рр. Історія розповідає про хвилювання Гаррієт через незрозумілу смерть її брата, Робіна, якого у віці дев'яти років було вбито шляхом повішення. Крім того, динаміка розширеної родини, зокрема її тіток, є основною темою роману, як і спосіб життя та звичаї мешканців Півдня США.
В інтерв'ю The Guardian у 2002 році Тартт описала «Маленького друга», як «лякаючу, страшну книгу про дітей, які стикаються зв світом дорослих у моторошний спосіб». Тартт сказала інтерв'юеру, що навмисно написала «Маленького друга» відмінним від «Таємної історії», зазначивши, що «хотіла узятися за абсолютно інший набір технічних проблем. „Таємна історія“ була написана повністю від першої особи Річарда, з однієї точки зору, одна камера, але нова книга симфонічна, як „Війна і мир“. Вважається, що це найскладніша форма.»

## Сюжет
В середині 1960-х, у День матері, Робін, старша дитина і єдиний син Дюфренсів — білої родини, яка живе у Міссісіпі, був знайдений повішеним на дереві, на території сімейних володінь. Вбивство Робіна, якому на момент смерті було лише дев'ять років, змусило його мати, Шарлоту, потопати у депресії, а його батька, Діксона, покинути родину під виправданням роботи.
Історія розповідає про події дванадцять років потому, про молодших сестер Робіна, Елісон та Гаррієт, яким вже шістнадцять та дванацять років відповідно. Гаррієт, молодшу дитину, вважають особливо складною, бо вона дуже розумна але безкомпромісна. У Гаррієт розвинулося нездорове захоплення своїм братом та минулим її матрилінійної родини Клівів. Її прадід, Джадж Клів, колись володів місцевим маєтком «Скорбота», але на схилі життя втратив сімейні багатства.
Одержимість Гаррієт смертю брата змушує її спільно з вірним другом Гелі Гуллом вирішити знайти вбивцю. Міцна темношкіра покоївка Дювренів, Іда Рю, розповідає, що незадовго до смерті Робін побився з іншим хлопцем. Гаррієт з'ясовує, що цим хлопцем був Денні Ретліфф — син з дуже неблагополучної місцевої родини, яка готує метамфетамін. Фаріш Ретліфф, старший брат, керує наркобізнесом з допомогою Денні та потуранням його бабусі Гам. Фаріш, не дуже розумний чоловік, планує транспортування наркотиків, захованих у вантажівці, що перевозить отруйних змій, яких інший брат — Юджин, використовує для підтримки своєї євангельської проповіді.
Гаррієт вірить, що Денні — вбивця, тому вирішує помститися, вкравши кобру, яку зберігає Юджин, і кинути її в автомобіль Денні Trans Am. Також Гаррієт збентежена тим, що її батьки підло звільняють так обожнювану Іду. Після майже катастрофічної сутички з Ретліффами, коли брати пробують перевезти наркотики, Гаррієт і Гелі вдається викрасти кобру з офісу Юджина. Коли вини кидають змію в Trans Am з покинутого дорожнього мосту, то виявляють, що машиною керував не Денні, а його бабуся Гам, яку так сильно вкусила змія, що жінку довелося госпіталізувати. Ретліффи приходять до висновку, що Гаррієт була причетна до нападу, і шукають її, коли вона передчасно повертається з табору, через смерть її улюбленої двоюрідної тітки.
Денні наважується вкрасти частину наркотиків своєї родини, щоб отримати гроші для виїзду з міста. Йому відомо, що наркотики сховані його братом у водонапірній вежі, де їх також виявляє Гаррієт, яка кидає їх у воду. Фаріш стає все неврівноваженішим через вживання свого власного продукту, тому насильно змушує Денні взяти його з собою на прогулянку. Денні їде до водонапірної вежі, де смертельно стріляє у Феріша.
Після вбивства свого брата, Денні знаходить Гаррієт у водонапірній вежі та намагається її втопити. Затримуючи дихання, Гаррієт вдає, що тоне, але Денні, який не вміє плавати, падає у воду, тому дівчина користується нагодою, щоб втікти. Гаррієт вилазить з цистерни, але драбина за нею ламається, залишаючи Денні тонути.
Батько Гаррієт, Діксон, відвідує доньку в лікарні, коли вона оговтується від тяжких випробувань і розповідає, що насправді Денні був «маленьким другом» Робіна і був засмучений, коли дізнався про Робінову смерть. Ограни влади так і не виявили причетності Гаррієт та Гелі до Ретліффів, оскільки лікарі вважають її стан наслідком епілептичного епізоду.
Однак, Денні не тоне у цистерні. Натомість там його заарештовують і звинувачують у вбивстві брата.
Роман закінчується тим, що особа вбивці Робіна залишається таємницею.

## Теми
Книга здебільшого зосереджена на житті Гаррієт та її друга Гелі, як вони розслідують смерть брата Гаррієт, Робіна. Протягом всього роману Гаррієт згадує «Острів скарбів», «Книгу джунглів», книгу, що розповідає про життя Роберта Фолкона Скотта та казку про Зміїного короля, тоді як Гелі, навпаки, посилається на «З Росії з любов'ю».
Питання щастя та способів пережити трагедію порушуються, як вивчення характеру. Багато дорослих в книзі, від безтурботної матері Гаррієт, Шарлотти, до її суворої бабусі Еді, дивляться на життя з переможеної та обережної позиції, на відміну від оптимістичнішого юнацького світогляду стійких, сміливих Гаррієт та Гелі. Брати-злочинці Фаріш та Денні Ретліффи, які опинилися у світі наркотиків, більшість часу здаються нещасними. Крім Кертіса Ретліффа та продавця автомобілів Роя Дайла, у романі є кілька зовні щасливих персонажів.
Християнство присутнє у вигляді проповідників, що володіють зміями, баптистів і мормонів, а також є епіграфом, приписуваним святому Фомі Аквінському.
Вся книга просякнута соціальною культурою Міссісіпі.
Смерть — тема, яка розглядається в романі паралельно з інсценуванням смерті. Для Гаррієт це захоплення походить від вбивства її брата, Робіна, коли вона не була достатньо дорослою, щоб його знати. Це також показано через інтерес Гаррієт до Гудіні, посилання на Лазаря в баптистській церкві після смерті Робіна, читання дівчиною про Роберта Фолкона Скотта, її практику затримувати дихання, щоб імітувати підводні трюки Гудіні, і в кульмінаційний момент історії — втеча Гаррієт від Денні Ретліффа, затримавши дихання та прикинувшись мертвою у водонапірній вежі. Денні також уникнув смерті у водонапірній вежі, протягом двох днів стрибаючи з дна цистерни, щоб вдихнути повітря, поки його не знайшли. Проповідник із Кентуккі, Лоял Різ, уособлює форму обману смерті завдяки численним коробкам зі зміями та стилю проповідування. У непов'язаних один з одним інцидентах Гам та Юджин Ретліффи були вкушені зміями, але обоє вижили. За розповідями, Фаріш Ретліфф пережив вогнепальне поранення в голову на початку свого життя, а у дорослому віці помер від другого пострілу в голову. Гелі інсценує смерть після того, як випустив отруйних змій Лояла в офіс Юджина, намагаючись втекти нопоміченим. Після смерті Ліббі, двоюрідної тітки Гаррієт, її захоплення смертю стає ще інтенсивнішим та сумнішим, але авторка, здається, у поведінці Гаррієт посилається на її бабусю Едіт.
Динаміка розширеної родини та способи підтримки одне одного є іншою темою книги. Після смерті Робін їх бабуся Едіт, двоюрідні тітки — Ліббі, Тат і Аделаїда, а також покоївка Іда об'єднуються, щоб допомогти виховати Еллісон та Гаррієт, поки їхня мати весь час сидить у своїй спальні, а батько переїжджає в інший штат на роботу і заводить там романтичні стосунки.

## Відгуки
І Рут Франклін з The New Republic і А. О. Скотт з The New York Times відгукнулися про книгу позитивно. Франклін наголосив на літературній «одержимості» Тартт злочинами, які залишаються безкарними", а Скотт схарактеризував роман як «трагічний реалізм, ніби у сні-лихоманці».
Роман здобув Літературну премію В. Г. Сміта і потрапив у кориткий список Оранжевої премії з фантастики в 2003 році.

## Дизайн обкладинки
Дизайн обкладинки створив Чіп Кідд, дизайнер обкладинок книжок з Нью-Йорка.